# Valora
Die Valora Holding AG ist ein international tätiges Schweizer Handelsunternehmen mit Sitz in Muttenz. Die Namenaktien waren unter dem Symbol VALN an der Schweizer Börse SIX kotiert.

## Geschichte

### Gründung
1905 wurde in Olten das Schweizer Chocoladen & Colonialhaus gegründet, aus dem später die Merkur AG hervorging. In den 1980er-Jahren erweiterte Merkur das Geschäftsfeld um Restaurants und Verkaufsautomaten (Selecta). 1986 wurde die Merkur AG in eine Holding umgewandelt (Merkur Holding AG), die 1996 den Namen in Valora Holding AG änderte.

### Übernahme der Schweizer Kiosk-Ketten
1990 begann die Abkehr vom einstigen Kerngeschäft. In diesem Jahr wurden die beiden grössten Schweizer Kiosk-Ketten, Kiosk AG und Schmidt-Agence, übernommen und schrittweise unter der Marke Kiosk zusammengeführt. Durch den Kauf der Kiosk AG liegen die Namensrechte an der Marke Kiosk in der Schweiz bei der Valora.
2001 expandierte Valora mit den Kiosk-Verkaufsstellen nach Deutschland und später nach Luxemburg und Österreich. Diese Aktivitäten sind heute in der Geschäftseinheit Valora Retail zusammengefasst und umfassen rund 1500 Standorte.

### Restrukturierungen in den 2000er-Jahren
Die Verkaufsautomaten-Sparte wurde 1997 als Selecta AG wieder getrennt und an die Schweizer Börse gebracht. Vier Jahre später wurde die Selecta AG von der britischen Compass Group übernommen.
Im Rahmen einer Restrukturierung im Jahr 2003 verkaufte Valora die auf Confiserieprodukte und Kaffee spezialisierten Merkur-Verkaufsstellen, welche in stark reduzierter Standortzahl von einem Familienunternehmen aus Ennenda im Kanton Glarus vorerst unter der Marke Merkur Confiserien weitergeführt wurden, seit 2012 aber unter Läderach firmieren. Im Oktober 2006 bekundete Hachette Distribution Services, eine Tochter des französischen Rüstungs- und Medienkonzerns Lagardère, Interesse an der Valora Holding. Das unverbindliche Übernahmeangebot wurde von Valora als unattraktiv eingestuft und abgelehnt. Zwischen 2006 und 2007 wurde die Division Valora Imaging an Fotolabo verkauft. Als weiterer Restrukturierungsschritt wurde bekanntgegeben, die Produktionsbetriebe der Division Valora Trade verkaufen zu wollen.
An der Generalversammlung der Valora Holding vom 29. April 2009 wurde die Verlegung des Konzernsitzes von Bern nach Muttenz beschlossen und einen Tag später vollzogen.
Im Jahr 2006 hat Valora mit fünf weiteren Schweizer Unternehmen (Charles Vögele, Coop, Denner, Manor und Migros) die Interessengemeinschaft Detailhandel Schweiz (IG DHS) gegründet. Im Jahr 2015 ist Valora aus der IG DHS ausgetreten.

### Beteiligung an der Cevanova AG und avec-Shops
Die im Jahr 2000 gegründete Cevanova AG war ursprünglich ein Joint-Venture zwischen der Valora, dem Migros-Genossenschafts-Bund und den Schweizerischen Bundesbahnen, an dem die Partner je ein Drittel hielten. Das Konzept war, dass Valora die avec-Geschäfte mit ihrem Kiosk- und Genussmittelsortiment versorgt, die Migros ein Grundsortiment an Lebensmitteln hinzusteuert, während die SBB die Räumlichkeiten an meist nicht mehr personell besetzten Bahnhöfen beisteuern und damit trotz nicht mehr rentablen Billetschaltern über avec weiterhin ein Billetsortiment durch das jeweilige Verkaufspersonal anbieten.
Nach dem Rückzug der SBB Mitte 2005 waren die Migros und Valora nun alleine jeweils zur Hälfte beteiligt. 2008 wurde die Zusammenarbeit beendet und die Standorte je zur Hälfte aufgeteilt. Valora übernahm die avec-Shops und die Marke avec, Migros die Cevanova AG und führt diese Hälfte der damaligen Shops seither als Migrolino.

### Übernahme der Brezelbäckerei Ditsch
Im Januar 2012 akquirierte Valora 1300 Verkaufsstellen der Lekkerland-Tochter Convenience Concept in Deutschland. Am 25. September 2012 kaufte Valora den deutschen Brezelhersteller Brezelbäckerei Ditsch mitsamt dessen Schweizer Tochtergesellschaft Brezelkönig mit Sitz in Emmen. Brezelkönig hat in der Schweiz 38 Standorte und in Deutschland etwa 195. Da Valora einen Teil des Kaufpreises mit eigenen Aktien bezahlte, wurde Ditsch mit 18,5 Prozent Grossaktionär von Valora.

### Verkauf derValora Services
Im Mai 2014 wurde Valora Services, rückwirkend zum Jahresanfang, an den deutschen Pressegrosshändler PVG verkauft. Die Warenlogistik blieb bei Valora. Der im Bereich Valora Services zusammengefasste Pressegrosshandel trug zuletzt etwa 20 Prozent zum Konzernumsatz bei und umfasste die rückwärtige Logistik von Valora Retail, über welche die rund 1500 konzerneigenen Standorte, rund 7000 unabhängige Kioske, Tankstellenshops und Einzelhändler in der Schweiz und im benachbarten Ausland mit Presseerzeugnissen versorgt wurden.

### Verkauf Valora Trade und Akquisition von Naville
Der Verkauf der Division Trade und das Outsourcing der Warenlogistik im Jahr 2015 markierten einen weiteren wichtigen Schritte bei der Fokussierungsstrategie von Valora auf das Convenience- und Foodgeschäft an Hochfrequenzlagen und die Laugenbackwarenproduktion. Im selben Jahr wurde mit der Akquisition von Naville das Valora-Netzwerk in der Westschweiz um 175 Verkaufsstellen erweitert. Schliesslich gründete Valora das Fintech-Unternehmen bob Finance und schuf das Valora Innovations-Lab.
Mit dem Verkauf von Naville Distribution und dem Verkauf der Naville-Immobilie in Genf konnte Valora die Transformation der Gruppe im Jahr 2016 zu einem fokussierten Convenience- und Food-Service-Anbieter erfolgreich abschliessen.

### Betriebsentwicklung ab 2017

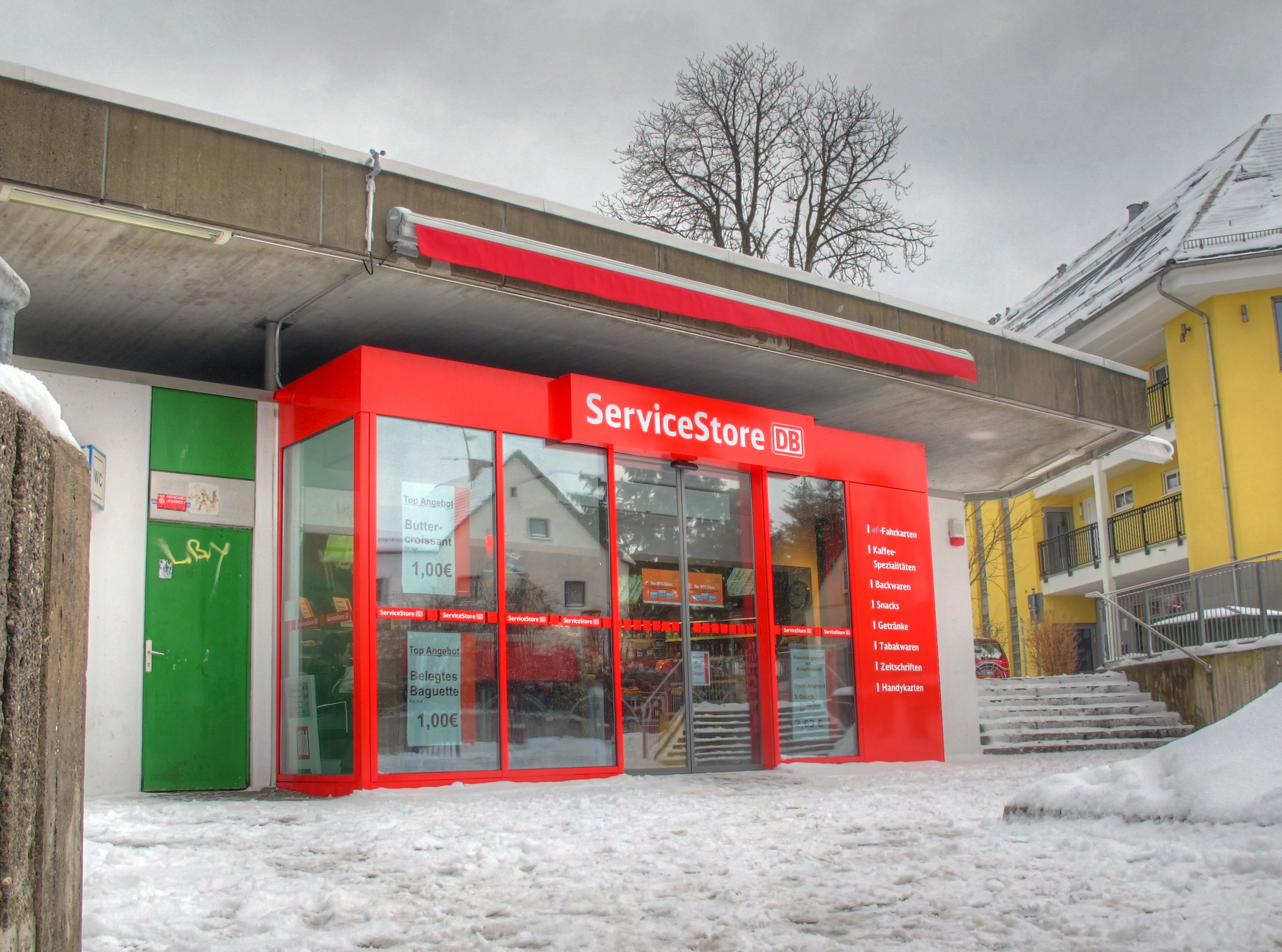
Die DB Service Stores gehören zur Valora-Tochter Convenience Concept

Anfang 2017 kaufte Valora den amerikanischen Bretzelproduzenten Pretzel Baron und schuf sich damit ein Standbein in den USA. Ende 2017 wurde die deutsche Franchise-Backwarenkette BackWerk zu einem Preis von rund 190 Millionen Euro übernommen, die über mehr als 340 Filialen mit Schwerpunkt in Deutschland, Österreich und den Niederlanden verfügte. Hierzu erfolgte eine Kapitalerhöhung. Im Jahr 2021 übernahm Valora die Kette Back-Factory vom deutschen Konzern Harry-Brot und kündigte an, diese ins BackWerk-Konzept zu überführen.
2018 übernahm Volara die beiden Standorte der Bahnhofsbuchhandlung Grauert in Düsseldorf, nachdem es 2012 bereits die beiden Filialen in Duisburg und Oberhausen übernommen hatte.
Anfang 2019 lancierte Valora am Zürcher Hauptbahnhof den kassenlosen Convenience Store avec box. Zutritt, Einkauf und Bezahlung erfolgten per App. Ende Dezember 2021 wurde erstmals eine in Holz gehaltene avec box lanciert.
Im Sommer 2021 wurde die Übernahme des Betriebs von 39 Tankstellenshops der Oel-Pool-Tochter Moveri in der Schweiz bekannt.
Ende 2021 stieg Valora wieder ins Geschäft mit Verkaufsautomaten ein und kündigte an, bis Ende 2022 rund 300 Verkaufsautomaten unter der Marke k kiosk betreiben zu wollen.
Im Juni 2022 gab Valora bekannt, dass sie ihre Zusammenarbeit mit dem Mineralölunternehmen Oel-Pool verstärkt und 71 weitere Tankstellen-Shops in avec-Standorte umbaut. Ende 2023 soll Valora mit rund 370 avec-Standorten über das grösste Convenience-Verkaufsstellennetz in der Schweiz verfügen. Im Dezember 2022 erfolgte die Zustimmung der Wettbewerbskommission.
Per 1. Juli 2022 übernahm Valora das in Deutschland beheimatete Format Frittenwerk.

### Übernahme durch FEMSA
Im Juli 2022 unterbreitete das mexikanische Getränke- und Handelsunternehmen Fomento Económico Mexicano (FEMSA) ein Angebot zur  vollständigen Übernahme von Valora für 1,1 Milliarden Schweizer Franken, um in den europäischen Markt vorzudringen. Der Valora-Verwaltungsrat stimmte zu. Bis zum Ablauf der Angebotsfrist wurden FEMSA weit mehr als die Mindestannahmeschwelle von zwei Drittel der Aktien angedient. Die Transaktion wurde am 7. Oktober 2022 erfolgreich abgeschlossen. Im Anschluss soll ein Squeeze-out erfolgen und die Aktie dekotiert werden.
Das Delisting erfolgte im April 2023.

## Unternehmen
Die Valora Gruppe umfasst die zwei Divisionen Retail und Food Service. Zu ersterer gehören die Formate k kiosk, avec, Press & Books, cigo, ServiceStore DB und U-Store. Teil der Food-Service-Division sind BackWerk, Ditsch, Brezelkönig, Caffè Spettacolo, Frittenwerk und SuperGuud. Zum Unternehmen gehören ausserdem Eigenmarken wie ok.– und bob Finance sowie die Produktion von Laugenbackwaren. Die rund 2‘700 kleinflächigen Verkaufsstellen von Valora befinden sich an Hochfrequenzlagen in der Schweiz, Deutschland, Österreich, Luxemburg und den Niederlanden. Rund 15'000 Mitarbeitende arbeiten im Netzwerk von Valora. 2021 erwirtschaftete Valora einen Aussenumsatz von 2,2 Milliarden Schweizer Franken.
2021 produzierte Valora rund 730 Mio. Stück Backwaren auf den 16 Produktionslinien der Brezelbäckerei Ditsch in Deutschland und den USA sowie von Brezelkönig in der Schweiz. Das Unternehmen arbeitet an der Entwicklung digitaler Einkaufslösungen wie dem 2019 lancierten autonomen Convenience Store avec box oder den hybriden avec 24/7-Stores, die mit Personal und autonom betrieben werden. Ein erster Meilenstein auf dem Weg in Richtung Klimaneutralität bis 2050 soll die gruppenweite Umstellung auf 100 % erneuerbaren Strom im Laufe des Jahres 2022 sein.

### Aktionärsstruktur
Bedeutende Aktionäre der Valora Holding AG per 16. Februar 2022 waren:
- Ernst Peter Ditsch > 16,91 %
- T. Rowe Price Associates > 5,11 %

Vorher (Stand: 31. Dezember 2017):
- Ernst Peter Ditsch > 15 %
- Norges Bank > 4 %
- JP Morgan Chase > 3 %

Im Dezember 2021 hielten die 10 grössten Aktionäre zusammen 31,7 % der Aktien, die 100 grössten Aktionäre 40,2 %. Gesamthaft waren 85,6 % der Aktien in Schweizer Hand.